# Richard Rokita
Richard Rokita (Aschersleben, 8 ottobre 1894 – Rothenburg ob der Tauber, 5 ottobre 1976) è stato un militare tedesco, Untersturmführer delle Schutzstaffel e vicecomandante del campo di concentramento di Leopoli.

## Biografia
Di professione insegnante di musica, Rokita dal 1914 al 1918 prese parte alla Prima guerra mondiale. Nel 1931 divenne un membro affiliato delle Sturmabteilung, per poi aderire al Partito Nazionalsocialista Tedesco dei Lavoratori il primo di maggio del 1932, con numero di matricola 1.106.724; nello stesso anno, il 5 settembre divenne membro delle SS (matricola 53796). Nel 1941 divenne istruttore delle guardie ausiliarie delle SS nel campo di concentramento di Trawniki, venendo promosso l'estate successiva a SS- und Polizeiführer delle Schutzstaffel di Leopoli, rispondendo quindi del suo operato esclusivamente a Heinrich Himmler (comandante supremo delle SS) e Adolf Hitler. In questa città venne anche nominato vicecomandante del campo di concentramento di Janowska da Gustav Willhaus. Dal novembre 1942 al giugno 1943 fu anche comandante del campo di lavoro forzato di Ternopil'. Secondo la tradizione, fu sua idea e di Willhaus la creazione di un'orchestra nel campo per accompagnare le esecuzioni, dalla quale sarebbe stato suonato il celebre Tango della morte. Nel luglio 1943 venne nominato SS- und Polizeiführer del Governatorato Generale, per poi partecipare alla Legione italiana delle Waffen-SS.
Dopo la guerra, visse sotto falso nome fino al 1956, lavorando come portiere. Venne arrestato per i crimini commessi durante la Seconda Guerra Mondiale nel 1960, ma il suo caso venne chiuso senza condanne nel 1963 e dal 1968 qualsiasi processo a suo carico venne terminato per impossibilità di comminare una condanna secondo il diritto tedesco. Morì nel 1976.